# شهرستان شارلووی (میشیگان)
شهرستان شارلووی، میشیگان (به انگلیسی: Charlevoix County, Michigan) یک سکونتگاه مسکونی در ایالات متحده آمریکا است که در میشیگان واقع شده‌است.